# بایومرین
بایومرین (انگلیسی: BioMarin) شرکت داروسازی آمریکایی است، که در سال ۱۹۹۷ تأسیس شد.